# Les Misères humaines
Les Misères humaines est un poème publié dans le recueil La Lyre de Tristan L'Hermite, en 1641. 

## Présentation

### Texte
Les Misères humaines est composé de vingt-trois sizains. Tristan salue  « la mémoire de Malherbe » dans le poème, après les grands maîtres de l'Antiquité, Homère, Pindare, Virgile, Horace et Ovide :
Malherbe qui fut sans pareil

A trouvé le dernier sommeil

À la fin de ses doctes veilles,

Lui dont les écrits en nos jours

Sont des plus savantes oreilles

Les délices et les amours.

### Publication
Les Misères humaines fait partie du recueil La Lyre, à la fin de 1641.

## Postérité

### Éditions nouvelles
En 1960, Amédée Carriat retient neuf strophes du poème dans son Choix de pages de toute l'œuvre en vers et en prose. En 1962, Philip Wadsworth le reprend intégralement dans son choix de Poésies de Tristan pour Pierre Seghers.

### Éditions modernes
- Jean-Pierre Chauveau (introduction et notes), La Lyre (texte original de 1641), Paris-Genève, Librairie Droz, coll. « Textes littéraires français » (no 243), 1977, LXXVII-327 p. (ISBN 2-6000-2517-0)

### Œuvres complètes
- Jean-Pierre Chauveau et al., Tristan L'Hermite, Œuvres complètes (tome II) : Poésie I, Paris, Honoré Champion, coll. « Sources classiques » (no 41), 2002, 576 p. (ISBN 978-2-745-30606-7)

### Anthologies
- Amédée Carriat (présentation et annotations), Tristan L'Hermite : Choix de pages, Limoges, Éditions Rougerie, 1960, 264 p.
- Philip Wadsworth (présentation et notes), Tristan L'Hermite : Poésies, Paris, Pierre Seghers, 1962, 150 p.

### Ouvrages cités
- Napoléon-Maurice Bernardin, Un Précurseur de Racine : Tristan L'Hermite, sieur du Solier (1601-1655), sa famille, sa vie, ses œuvres, Paris, Alphonse Picard, 1895, XI-632 p.
- Amédée Carriat, Tristan, ou L'éloge d'un poète, Limoges, Éditions Rougerie, 1955, 146 p.